# Pirata veracruzae
Pirata veracruzae là một loài nhện trong họ Lycosidae.
Loài này thuộc chi Pirata. Pirata veracruzae được Willis J. Gertsch & Michael Davis miêu tả năm 1940.